# 1995 في بيرو
فيما يلي قوائم الأحداث التي وقعت خلال عام 1995 في بيرو.

## سياسة

### تعيين في المنصب
- 26 يوليو – ماكسيمو سان رومان رئيس مجلس شيوخ البيرو [الإنجليزية]‏.

## رياضة
- 1 يناير – الدوري البيروفي لكرة القدم 1995 الفائز نادي سبورتينغ كريستال.
- 1 يناير – دوري الدرجة الثانية البيروفي 1995 الفائز Guardia Republicana [الإنجليزية]‏.
- 1 يناير – كوبا بيرو 1995 الفائز La Loretana [الإنجليزية]‏.

## مواليد

### يناير
- 17 يناير – بريان بيرناولا لاعب كرة قدم بيروفي.

### فبراير
- 11 فبراير – أليكسيس كوسيو لاعب كرة قدم بيروفي.
- 13 فبراير – راي ساندوفال لاعب كرة قدم بيروفي.
- 16 فبراير – خوان دييغو لي لاعب كرة قدم بيروفي.

### أبريل
- 13 أبريل – بيدرو أكينو سانشيز لاعب كرة قدم بيروفي.
- 13 أبريل – فرناندو كاناليس لاعب كرة قدم بيروفي.

### مايو
- 8 مايو – لوكاس دوس سانتوس

### يوليو
- 7 يوليو – كاميلا فالي مُجدّفة بيروفية.
- 28 يوليو – ريناتو تابيا لاعب كرة قدم بيروفي.
- 30 يوليو – خورخي كوري لاعب شطرنج بيروفي.

### سبتمبر
- 5 سبتمبر – غوستافو دولانتو لاعب كرة قدم بيروفي.
- 18 سبتمبر – دانييل بريتو لاعب كرة قدم بيروفي.
- 28 سبتمبر – سيرجيو بينيا لاعب كرة قدم بيروفي.

### ديسمبر
- 13 ديسمبر – ألكسيس أرياس لاعب كرة قدم بيروفي.

## وفيات

### يناير
- 1 يناير – جوليا فيرير (مواليد 1925)

### فبراير
- 3 فبراير – نيكولاس يندلي لوبيز (مواليد 1908)

### أغسطس
- 29 أغسطس – إنريكي كاريراس (مواليد 1925)